# Лороза (Оливейра-ду-Ошпитал)
Лороза (порт. Lourosa) — район (фрегезия) в Португалии, входит в округ Коимбра. Является составной частью муниципалитета Оливейра-ду-Ошпитал. По старому административному делению входил в провинцию Бейра-Алта. Входит в экономико-статистический субрегион Пиньял-Интериор-Норте, который входит в Центральный регион. Население составляет 651 человек на 2001 год. Занимает площадь 13,67 км².